# 三新軒
株式会社三新軒（さんしんけん）は、新潟県新潟市秋葉区に本社を置き、新津駅等で販売する駅弁調製・店舗運営・不動産経営などを業務とする企業。途中で「三新軒」「新発田三新軒」「新潟三新軒」に分社しているが、本項では前二社について説明する。

## 沿革
- 1928年 - 新津駅の構内営業業者として発足し営業を開始。
- 1946年 - 新発田に支店をひらき、新発田駅での構内営業を開始。
- 1948年 - 新潟に支店をひらき、新潟駅での構内営業を開始。同年、株式会社化し「株式会社三新軒」設立。
- 1956年 - 新発田支店を「株式会社新発田三新軒」、新潟支店を「株式会社新潟三新軒」としてそれぞれ独立させ3社体制へ。
- 1968年 - （新発田三新軒）新潟営業所を設置。
- 1979年 - （三新軒）三新軒ビルを建設して不動産事業に進出。
- 1982年 - （三新軒）新潟営業所を開設し、新潟駅・燕三条駅に売店をオープン。
- 1984年 - （新発田三新軒）新発田駅構内に店舗開設（飲食店および書店）。
- 1993年 - （新発田三新軒）新発田駅前再開発のため店舗閉店。
- 1997年 - （新発田三新軒）本社機能を三新軒本社と同じ場所に移転。
- 1999年 - 新津に三新軒・新発田三新軒共同の調理場を設置。

## 主な商品

### 三新軒
- 雪だるま弁当

雪だるま型の容器が特徴で、この容器は食べ終わったあとは貯金箱として使うことができる。ごはんの上に鶏肉そぼろ、コンニャクや椎茸の煮物、うずら卵などのおかずを盛り付けたもの。
- 鮭の焼漬弁当

焼いた鮭をタレにつけこんだおかずをメインとした幕の内弁当。この「焼漬」は新潟の郷土料理・保存食。発売も古く、三新軒の顔となっている。
- 焼漬ぶりいくら弁当

焼いたぶりの切り身といくらをのせた弁当。
- 幕の内弁当

幕の内系は「デラックス弁当」「おなじみの幕の内」「幕の内弁当」と複数のグレードのものが用意されている。
- SLキップ弁当

磐越西線方面の郷土食とされるかしわめし（鶏出汁で炊いたしょうゆ味の炊き込みご飯）におかずをつけたもの。

### 新発田三新軒
- 愛の朱鷺 I know Toki.

ごはんの上にイクラ・帆立煮物などを盛り付けたもの。
- 佐渡・朱鷺めき弁当

佐渡産の食材という切り口でまとめた懐石弁当。
- まさかいくらなんでも寿司

寿司飯の上に鱒・鮭・蟹・イクラなど海産物を盛ったちらし寿司。